# Jean-Claude Duperval
Jean-Claude Duperval (* um 1947; † 21. Mai 2020) war der stellvertretende Kommandant der haitianischen Armee während der Militärregierung von 1991 bis 1994. Duperval, Nachkomme eines in Haiti verehrten Generals, studierte in Chile. Er war mit einer Südamerikanerin verheiratet, wurde von ihr vor 1995 geschieden und hatte eine Tochter. Er wurde im November 2000 in Abwesenheit für die Teilnahme an dem 1994 in Gonaïves in Haiti verübten Raboteau-Massaker verurteilt.